# Wilhelm Hausenstein
 (mars 2012).
Si vous disposez d'ouvrages ou d'articles de référence ou si vous connaissez des sites web de qualité traitant du thème abordé ici, merci de compléter l'article en donnant les références utiles à sa vérifiabilité et en les liant à la section « Notes et références ».
Wilhelm Hausenstein, né le 17 juin 1882 à Hornberg et mort le 3 juin 1957 à Munich, est un homme politique, journaliste, critique d'art, historien diplomate et homme de lettres allemand. Il est l'un des rares Allemands qui ait su vraiment dire non au nazisme, à l'antisémitisme.
Il est le premier ambassadeur allemand nommé à Paris après la Seconde Guerre mondiale. Il est l'un des bâtisseurs de l'amitié franco-allemande, après avoir été un médiateur culturel et politique entre l’Allemagne et la France.

## Biographie

### Jeunesse
Wilhelm Hausenstein est né à Hornberg, face à la ville de Strasbourg, au nord de la Forêt-Noire. Il est le fils Wilhelm Hausenstein, haut fonctionnaire aux finances du duché et de la Maison de Bade, mort jeune, et de Clara Baumann.
Il fait des études au lycée de Karlsruhe, puis à l’université de Heidelberg, à Tübingen et Munich. Il réussit, en 1905, à obtenir des diplômes avec mention en philologie, philosophie, théologie, et surtout en histoire.
En 1919, il épouse Margot Lipper, qui est une interprète belge, de confession juive. Ils ont une fille prénomée Renée Marie. Hausenstein découvre très jeune la France, qui est pour lui, comme pour beaucoup d’Allemands un lieu de séjour privilégié.

### Homme de lettres
La même année que le Premier Salon d'automne organisé à Berlin en 1913, le critique d'art Wilhelm Hausenstein, s'inspirant de Karl Marx, défend l'expressionnisme comme art social par excellence pour l'avenir. Après la mort d'Albert Weisgerber au front, Hausenstein rédige sa biographie, en 1918. Après la guerre de 1914-18, cet historien d’art affirme que « l'expressionnisme est mort ». En mars 1921, la monographie de Wilhelm Hausenstein, Kairuan oder eine Geschichte vom Maler Klee und von der Kunst dieses Zeitalters, marque l’édition du livre le plus important consacré jusqu'à cette date à l'artiste Paul Klee.

### Homme politique
En 1907, il adhère au Parti social-démocrate d'Allemagne, ce qui exclut une carrière dans l'enseignement supérieur. Il devient donc écrivain. Il est préoccupé du devenir de la paix en Europe et voit en la France, une nation modèle.[réf. nécessaire]
Douze ans plus tard, en 1919, il quitte le Parti social-démocrate d'Allemagne et travaille au Frankfurter Zeitung et aux Münchner Neueste Nachrichten (de).
En 1926, il participe activement à la rédaction d’une encyclopédie soviétique sur l’art. Il a pourtant des engagements contrastés et il n’est qu’un jeune journaliste partisan du progrès politique et social. Toutefois cela suffit à la police munichoise pour obtenir, en 1933, son licenciement immédiat du comité de rédaction des Münchner Neueste Nachrichten. Ses amis, artistes modernes, sont victimes du régime. Il leur faut soit émigrer, soit être déportés.
De 1934 jusqu'à 1943, Hausenstein est responsable de tout ce qui est critique littéraire et de la page femmes du Frankfurter Zeitung. Néanmoins, dès 1936, le ministère de l'Éducation du peuple et de la Propagande du Reich lui interdit de publier des livres parce qu'il refuse de ne pas mentionner les noms des artistes juifs et parle des œuvres classées comme art dégénéré par les nazis.
En 1943, il est chassé du Frankfurter Zeitung et ne peut plus travailler comme journaliste. Il écrit alors ses mémoires, Lux Perpetua et prépare d'autres livres. Wilhelm Hausenstein vit dans la crainte de l’arrestation de sa femme Margot, qui est juive.
Le 6 octobre 1945, six mois après la fin de la Seconde Guerre mondiale, le Süddeutsche Zeitung est le premier journal autorisé par l'armée américaine alors en poste en Bavière. Les Américains lui proposent la rédaction en chef du journal, mais Wilhelm Hausenstein refuse prétextant des problèmes de santé et d’autres projets d’ordre littéraire.
Hausenstein fait écrire une inscription sur l'arrière du Siegestor, un monument munichois qui dit : « Dem Sieg geweiht, vom Krieg zerstört, zum Frieden mahnend » (dédié à la victoire, détruit par la guerre et rappel de paix). Le Siegestor (littéralement porte de la victoire) est un arc de triomphe qui se trouve à Munich. Après avoir été largement endommagé pendant la Seconde Guerre mondiale, il ne sera que partiellement reconstruit et restauré.

### Diplomate allemand
Wilhelm Hausenstein aime la France, ses peintres, ses sculpteurs et ses écrivains. Ce militant européen et pacifiste accepte d’être ambassadeur à Paris pour le gouvernement Adenauer, avec la mission de réorganiser et d'améliorer les rapports franco-allemands. Il va devoir surmonter de bien grandes difficultés. Il est le premier consul général d’Allemagne à Paris d’après-guerre, de 1950 à mai 1951. Puis il est nommé attaché aux affaires jusqu'au 7 juillet 1953.
Pour le germaniste Robert Minder : « Il fait ainsi partie de ceux qui aident à préparer le terrain pour la réconciliation entre la France et l’Allemagne ». Il joue effectivement le rôle de précurseur dans les relations franco-allemandes d’après-guerre, à l'écart de la politique réaliste.
L'ambassadeur va se heurter en 1950 à un accueil des plus réservés et un refus de s'ouvrir à la culture allemande. Il va savoir faire preuve de patience et de tact.
Quand il quitte ses fonctions, Hausenstein est membre de plusieurs institutions et fait fonction, à partir de 1950, de président de l’Académie des Beaux-Arts de Munich. Mais ses rapports avec le gouvernement allemand sont mauvais. Il succombe le 3 juin 1957 à un infarctus du myocarde à Munich et est enterré au cimetière du district de Bogenhausen à Munich.
À l’occasion du 50e anniversaire de sa disparition, la Maison Heinrich Heine, qui est elle-même le fruit de l’engagement de Wilhelm Hausenstein dans le processus de la réconciliation des deux pays, organise un colloque-débat, suivi d’une soirée de conférences, en hommage à ce diplomate et homme de lettres. C'est grâce à lui qu'a été posée la première pierre de cet édifice en 1954. Il a ouvert aussi des consulats allemands en province.

## Œuvre
Wilhelm Hausenstein  va écrire pendant toute sa vie environ 80 livres sur la culture, l'art, les voyages, l’histoire, mais aussi ses mémoires. Quelques-uns d'eux paraissaient sous les pseudonymes de Johann Armbruster et Kannitverstan. Il traduit aussi des poèmes de Charles Baudelaire.
- 1910 : Der Bauern-Bruegel, monographie de ce peintre et son premier livre
- 1914 : Malerei, Plastik, Zeichnung. Die bildende Kunst der Gegenwart
- 1918 : Albert Weisgerber, ein Gedenkbuch, Herausgegeben von der Münchener Neuen Sezession
- 1919 : Der Isenheimer Altar des Matthias Grünewald
- 1923 : Giotto
- 1928 : Kunstgeschichte
- 1932 : Europäische Hauptstädte
- 1949 : Was bedeutet die moderne Kunst
- 1948 : Zwiegespräch über Don Quijote
- 1961 : Pariser Erinnerungen

- Wilhelm Hausenstein: Lux Perpetua; Frankfurt/Main, 1972, son autobiographie;